# Nottebäcks församling
Nottebäcks församling är en församling i Uppvidinge pastorat i Njudung-Östra Värends kontrakt i Växjö stift, i Uppvidinge kommun. 
Församlingskyrkor är Nottebäcks kyrka och Granhults kyrka.

## Administrativ historik
Församlingen har medeltida ursprung.
Församlingen bildade pastorat med Granhults församling till 1837 (1845 enligt kyrkoarkivet) då Granhults församling uppgick i Nottebäcks församling som då fick namnet Nottebäck med Granhults församling vilket sedan 1940 ändrades till Nottebäcks församling. Församlingen var därefter fram till 1995 eget pastorat för att därefter till 2014 utgöra ett pastorat med Åseda församling.. Från 2014 ingår församlingen i Uppvidinge pastorat.

## Kuriosa

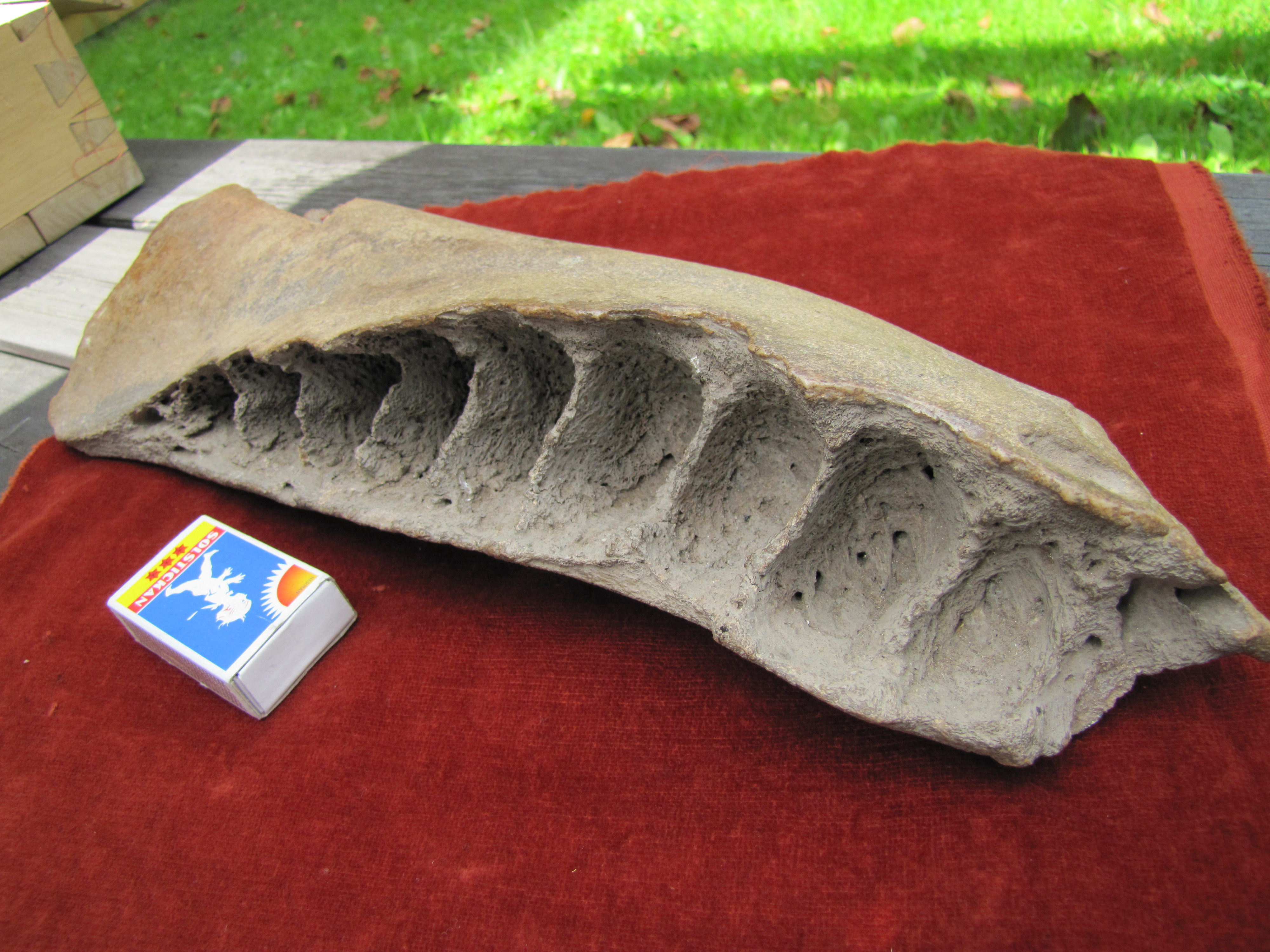
Den mystiska underkäken, foto av Lasse Willén för ett inslag i Naturmorgon, som sändes 3 september 2011.

I församlingens arkiv förvaras käkbenet av ett större däggdjur. Kyrkoherden Efraim Lindstam fann det på kyrkvinden på 1930-talet. Det bedömdes då ha tillhört en förhistorisk ullhårig noshörning. Hans efterträdare Sven Stenvall (kyrkoherde 1926-1952), har beskrivit detta i en hembygdsbok. Men experter menar nu att benet i stället kan ha tillhört en späckhuggare.
Vid Nottebäcks hembygdsförenings årsmötet 2013 överlämnade komminister Jonatan Darte från Nottebäcks församling den så kallade ”Jättekäften” till hembygdsföreningen.

## Kyrkoherdar
| Ämbetstid | Namn                          | Levnadstid | Övrigt                                    |
| --------- | ----------------------------- | ---------- | ----------------------------------------- |
| 1363–1376 | Thore                         |            |                                           |
| 1416      | Eringisle                     |            |                                           |
| 1512      | Eringisle Magni               |            |                                           |
| 1546–1549 | Karl                          |            |                                           |
| 1551      | Laurentius Spegel             |            |                                           |
| 1556–1602 | Bengt Jönsson                 | död 1602   |                                           |
| 1603–1635 | Laurentius Petri Spak         |            |                                           |
| 1641–1660 | Bernhardus Svenonis Rosander  | död 1660   |                                           |
| 1662–1683 | Zacharias Laurentii Schæderus | död 1683   |                                           |
| 1683–1695 | Nicolaus Örnecrantz           | död 1695   |                                           |
| 1696–1710 | Andreas Olai Fornander        | 1648–1710  |                                           |
| 1712–1723 | Gudmund Malmbeck              | 1665–1723  |                                           |
| 1724–1770 | Sveno Malmerus                | 1678–1770  |                                           |
| 1771–1777 | Jonas Bergenholtz             | 1707–1777  |                                           |
| 1777–1784 | Magnus Strandmarck            | 1726–1784  |                                           |
| 1784–1793 | Sven Johan Arell              | 1744–1793  |                                           |
| 1794–1812 | Jonas Wetterling              |            | Senare kyrkoherde i Sjösås församling.    |
| 1813–1836 | David Arell                   | 1752–1836  |                                           |
| 1836–1857 | Bengt Petreen                 | 1784–1857  |                                           |
| 1857–1866 | Adolf Wilhelm Bergvall        |            | Senare kyrkoherde i Visingsö församling.  |
| 1867–1871 | Per Petersson                 |            | Senare kyrkoherde i Fröderyds församling. |
| 1872–1877 | Peter Sandén                  | 1808–1877  |                                           |
| 1877–1883 | Olof Henric Rogberg           |            | Senare kyrkoherde i Hakarps församling.   |
| 1883–1897 | Lars Abraham Viktor Norlén    |            | Senare kyrkoherde i Nöbbele församling.   |
| 1898–1915 | Ludvig Palmgren               | 1844–1915  |                                           |
| 1916–1925 | Oskar Jakob Waldemar Norlén   |            | Senare kyrkoherde i Skatelövs församling. |
| 1926–     | Sven August Stenvall          | född 1887  |                                           |